# Sabrin Sburlea
Sabrin Sburlea (n. 12 mai 1989, Sânnicolau Mare, Timiș, Republica Socialistă România, România) este un jucător român de fotbal care evoluează pentru FC Brașov. El a jucat și în naționala de tineret a României.
A debutat pentru echipa națională a României la data de 8 februarie 2011, într-un meci amical împotriva Ucrainei.